# Mycalesis leucinoë
Mycalesis leucinoë är en fjärilsart som beskrevs av Hans Fruhstorfer 1908. Mycalesis leucinoë ingår i släktet Mycalesis och familjen praktfjärilar. Inga underarter finns listade i Catalogue of Life.